# Lou Mallozzi
Lou Mallozzi (* 1957) ist ein US-amerikanischer Audiokünstler, unter dessen Arbeiten sich Live-Performances, Rundfunkwerke, Klanginstallationen und multimediale Werke finden. 
Seine Werke wurden u. a. beim Bludenz-Festival für zeitgenössische Musik, dem Museum of Contemporary Art in Chicago, dem Fort Wayne Museum of Art in Indiana, dem Podewil in Berlin, dem Aetherfest Radio Art Festival in Albuquerque, im Chicago Cultural Center und der Donald Young Gallery, beim Subtropics Experimental Music Festival in Miami, dem Festival Internacional de Música Electroacústica „Primavera en la Habana“ und dem Percorsi 98 Festival in Montegrosso d’Asti gezeigt.
1992 erhielt er vom New American Radio den Auftrag zur Produktion eines Werkes, das beim AART Festival in Dublin (1994), dem 5eme Concours International de Radio in Arles (1995) und dem Radio Unbound Festival in Edmonton (1995) aufgeführt wurde. Für das Stück The Drama Review und die Begleit-CD Voice Tears schuf er 1996 den experimentellen Sound. Im gleichen Jahr produzierte er als Artist in Residence beim Spritzenhaus in Hamburg die Stücke Sit close to the fire und Once removed. Bei Harvestworks in New York entstand das Stück Drifters. Drei seiner Rundfunkwerke wurden auf der CD Radiophagy veröffentlicht.
Als Performancekünstler trat Mallozzi u. a. beim Cleveland Performance Art Festival (1990), in der Randolph Street Gallery in Chicago und dem Interlochen Center for the Arts in Michigan auf. Er führte Werke von John Cage (62 Mesostics Re Merce Cunningham), Guillermo Gregorio (Rodchenko Suite), Cornelius Cardew (Octet, Treatise) und John Zorn (Cobra) auf.
Gemeinsame Projekte verwirklichte Mallozzi u. a. mit Sandra Binion, Michael Vorfeld, Mats Gustafsson, Jaap Blonk, Michael Zerang, Fred Lonberg-Holm, Carlos Zingaro, Hal Rammel, Katherine Young und Terri Kapsalis in dem Ensemble Intégrales. Er ist Gründungsmitglied und Direktor des Experimental Sound Studio in Chicago, wo er Workshops und gemeinsame Projekte mit Künstlern wie George Lewis, Gregory Whitehead, Guillermo Gomez-Peña und Laetita Sonami organisierte. Außerdem unterrichtet er Sound und interdisziplinäre Kunst am School of Art Institute of Chicago. 

## Werke
- Performances und intermediale Werke:
  - Usi scrutati, Solo-Klangperformance
  - Thirteen Nights, intermediale Performance mit Sandra Binion
  - Power Down, Klangperformance
  - Tin Ear: Installation - Performance
    - Tin Ear: Inferno
    - Tin Ear: Moby Dick
    - Tin Ear: The King of Time

  - Arm’s Length, Landscape und Once, while travelling, Anna... Live-Performances für Stereomikrophone
  - Second Line, Klangperformance mit Heinz Weber
- Musik und Sound Poetry:
  - Cover Story, für Mikrophone und akustische Instrumente
  - For the Record für Solovioline
  - Deal for Two Johns, elektroakustisches Werk
  - Tall Ü (for Jaap Blonk), Sound Poem
  - Spoked Poem, Sound Poem
- Radio- und Audiowerke:
  - Power Down
  - Things in their place
  - Pass
  - Drifters
  - Dizzy, not numb
  - New World del Vecchio
  - Lingua Franca
  - Building from Scratch
- Klanginstallationen:
  - Held
  - Ardor
  - Dr'm't'c C'nstr'ct'ns
  - Meteor
  - Thisquiet
  - Topographia, Installation mit Antonia Contro und Maurizio Pellegrin
  - In evidence, Installation mit der Photographin Suzanne Rose

## Diskographische Hinweise
- Grammar, improvisierte Musik des Punctual Trio (Fred Lonberg-Holm, Carlos Zingaro und Lou Mallozzi)
- Landscape: recognizable, improvisierte Musik von Mallozzi, Birgit Ulher und Michael Zerang
- Radiophagy, Solo-CD mit drei Radiowerken
- Whole or By the Slice, elektroakustisches Werk mit Hal Rammel
- Ken Vandermark: Momentum 5: Stammer (Triptych) (2021)